# تشو جو-سونغ
تشو جو-سونغ (هانغل: 최주성) هو لاعب كرة قدم كوري شمالي في مركز الوسط، ولد في 27 يناير 1996 في كوريا الشمالية. لعب مع Amnokgang Sports Club ‏.

## وصلات خارجية
- تشو جو-سونغ على موقع الاتحاد الدولي (مؤرشف)  (الإنجليزية)
- تشو جو-سونغ على موقع قاعدة بيانات كرة القدم.إي يو (الإنجليزية)
- تشو جو-سونغ على موقع ناشيونال فوتبول تيمز (الإنجليزية)
- تشو جو-سونغ على موقع Soccerway.com (الإنجليزية)